# 三好義興
三好 義興（みよし よしおき）は、戦国時代の武将。三好長慶の嫡男で、嗣子。

## 生涯
天文11年（1542年）、三好長慶の嫡男として生まれる。
天文21年（1552年）12月25日、元服して、孫次郎慶興（よしおき）と名乗った。
永禄2年（1559年）2月に父と共に上洛し、3月に正式に義輝と謁見して仕えている。12月18日に室町幕府第13代将軍・足利義輝から「義」の字を賜って、義長（よしなが）と名乗り、のちに義興と改名した。
永禄3年（1560年）1月21日に従五位下・筑前守に叙位・任官された。父が河内飯盛山城に移ると、摂津芥川山城を任されている。天野忠幸は三好氏の本拠地は芥川山城のままであったとし、長慶が三好氏の家督とともに本拠地を義興に譲った後に飯盛山に移ったと説く。
永禄4年（1561年）1月28日、松永久秀と共に正五位下から従四位下に昇叙した。2月1日には父や久秀と共に桐の紋（足利将軍家の紋）の使用を許された。また御供衆・相伴衆に任じられる。
父に劣らず智勇に秀で、六角義賢が京都に侵攻して来た時は7,000の兵を率いて梅津に在陣、松永久秀も7,000の兵を率いて西院に在陣して六角軍と交戦した。この戦いは六角軍が優勢で義興と久秀は押され気味だったが、11月に久秀が反撃して義賢こそ討ち漏らすも永原重澄らを討って勝利した（将軍地蔵山の戦い）。対陣は永禄5年（1562年）にまで持ち越し、義賢に呼応して攻めてきた久米田の戦いでは勇猛で鳴る畠山高政の前に叔父の三好実休が戦死したため、3月6日に義輝を男山八幡に避難させ、自らは久秀と共に山崎に布陣した。このため京都は一時的に六角軍の手に落ちたが、義興は畠山軍の対処を先として5月下旬に摂津において教興寺の戦いで畠山軍に大勝した。このため六角軍も京都から撤退し、6月22に義輝が帰京すると義興・久秀らは4日後に下賜品を受けた。
8月、京都北山において伊勢貞孝が六角軍と通じて反乱を起こすと、松永久秀と協力して8,000の兵を以て、9月11日までに討ち取った。
永禄6年（1563年）6月、義興は病に倒れた。曲直瀬道三などが介抱したが、病状は悪化し、8月25日に芥川山城において死去した。享年22。『足利季世記』は死因を黄疸と伝える。
長慶の死後、三好氏は従弟の三好義継が継いだ。義興の嫡男とされる三好義資は、三好康長の甥で中村一忠の家老となった横田村詮を頼って米子へ移り、義資の子の一人である義紹は横田一族とともに米子騒動で打ち取られたが、その他の子は農民・町人となって生きのびたという。

## 人物・逸話
- 豊かな教養人でもあり、将軍・足利義輝や公家達からの信望も厚かったという。将来を嘱望されたが、父・長慶より先に早世した。
- 義興は足利義輝と年齢が近く教養も武勇もあったためか、義輝と厚い親交があった。義輝からすれば政略目的もあったろうが、義興は20代前後で長慶とほぼ同等の優遇を受け、永禄4年2月23日に義興が金閣見物の際には義輝と共にあり様々な下賜を受け、その返礼に3月には義輝の御成を求めたりしている[16]。一方、長慶が芥川山城から飯盛山城への移動を義興への家督継承の一環とみる天野忠幸も、三好氏と義輝との和睦にあたって、義輝と対立し続けた長慶が（将軍権威に取り込まれるのを避ける意味もあって）距離を置き、義興が義輝を擁立する体制を新たに構築したと推測している[17]。

## 死去に関する臆測
義興の死の背景には主家征服を目論む松永久秀の毒殺説の疑いがあるが、どれも後世に造られた軍記物を典拠とする風聞であり、全く事実無根である。例えば風聞の一つとして、義興が久秀の奸悪を見抜いて排除しようとしたために毒殺されたというものがある。しかし、一次史料には久秀が暗殺したという記述は全く見られない。それどころか、そうした情報を掲載する『足利季世記』や『続応仁後記』でさえも、「毒殺の風聞があった」「松永久秀が暗躍したという人々の雑説があった」と、風聞があったと記載するのみであり、久秀による犯行を断言はしていない。『足利季世記』に至っては、そうした風聞が生じたことについて「如何なる故ありしにや」と懐疑的に言及しており、二次史料・軍記物においてさえ、久秀による義興の毒殺に懐疑的な言及が少なくない。
父の長慶は義興の死で心身に異常をきたし、翌年の永禄7年（1564年）に後を追うように病没している。今谷明は、最愛の息子の死などの不幸が重なり長慶は所謂「恍惚の人」になってしまったと指摘している。
『続応仁後記』においては義興の器量は父祖に劣らず優れて天下の乱を治める人であったが、早世したことを惜しんでいる。また義興の死因に関して当時から噂があった久秀の毒殺については「雑説」、あるいは久秀が主家に劣らぬ実力を保持していた事を妬んだ者による根拠のないものとしている。

## 墓所
- 高槻市の霊松寺に墓所があり、自然石で作られた墓石は「三好のカンカン石」と呼ばれている。